# 小栗山 (弘前市)
小栗山（こぐりやま）は、青森県弘前市の大字。郵便番号は036-8127。

## 地理
北部を弘南鉄道大鰐線が横断し、小栗山駅・松木平駅があり、南部は南津軽郡大鰐町に接する地区。北は清水森・広野、東は松木平、南は大鰐町居土、西は大和沢・狼森に接する。

### 小字
小字として稲苅沢・長田・川合・小松ケ沢・沢部・芹沢・福岡・山下・鷲ノ巣がある。

## 歴史

### 沿革
- 1889年（明治22年） - 千年村の一部。
- 1891年（明治24年） - 当時の記録では人口471、戸数68、厩12であった。
- 1955年（昭和30年） - 弘前市の大字になる。
- 1968年（昭和43年） - 一部が松原西三丁目・広野一丁目・千年三丁目となる。

## 交通
- 弘南バス
  - 千年公民館前、小栗山、弘前営業所（弘前駅 - 小栗山線）停留所。
    - 本数は比較的多い。

  - 東部りんごセンター前（弘前バスターミナル - 清原・安原 - 小栗山線、小栗山 - 清原・安原 - 神田線）停留所。
  - 千年公民館前、小栗山、弘前営業所（桜ヶ丘 - 義塾高校線）停留所。
    - 小栗山線と名乗っているが、小栗山停留所には停車しない。
- 弘南鉄道大鰐線
  - 小栗山駅・松木平駅

## 世帯数と人口
2017年（平成29年）6月1日現在の世帯数と人口は以下の通りである。
| 大字               | 世帯数  | 人口    |
| ------------------ | ------- | ------- |
| 小栗山（小字全域） | 407世帯 | 1,035人 |

## 施設

### 教育
- 弘前市立千年小学校

### 商業
- ヤマザキデイリーストア弘前小栗山店

### 農協
- JAつがる弘前弘前東
- JAつがる弘前千年冷蔵庫

### 交通
- 弘南鉄道大鰐線小栗山駅・松木平駅
- 弘南バス弘前営業所

### 公共
- 小栗山公民館
- 小栗山農村交流公園
- 市立千年公民館
- 弘前市千年児童センター
- 千年学館
- 白馬龍神温泉

## 小・中学校の学区
市立小・中学校に通う場合、学区は以下の通りとなる。
| 大字   | 番・番地 | 小学校             | 中学校           |
| ------ | -------- | ------------------ | ---------------- |
| 小栗山 | 全域     | 弘前市立千年小学校 | 弘前市立南中学校 |